# Monumento ad Anselmo Cessi

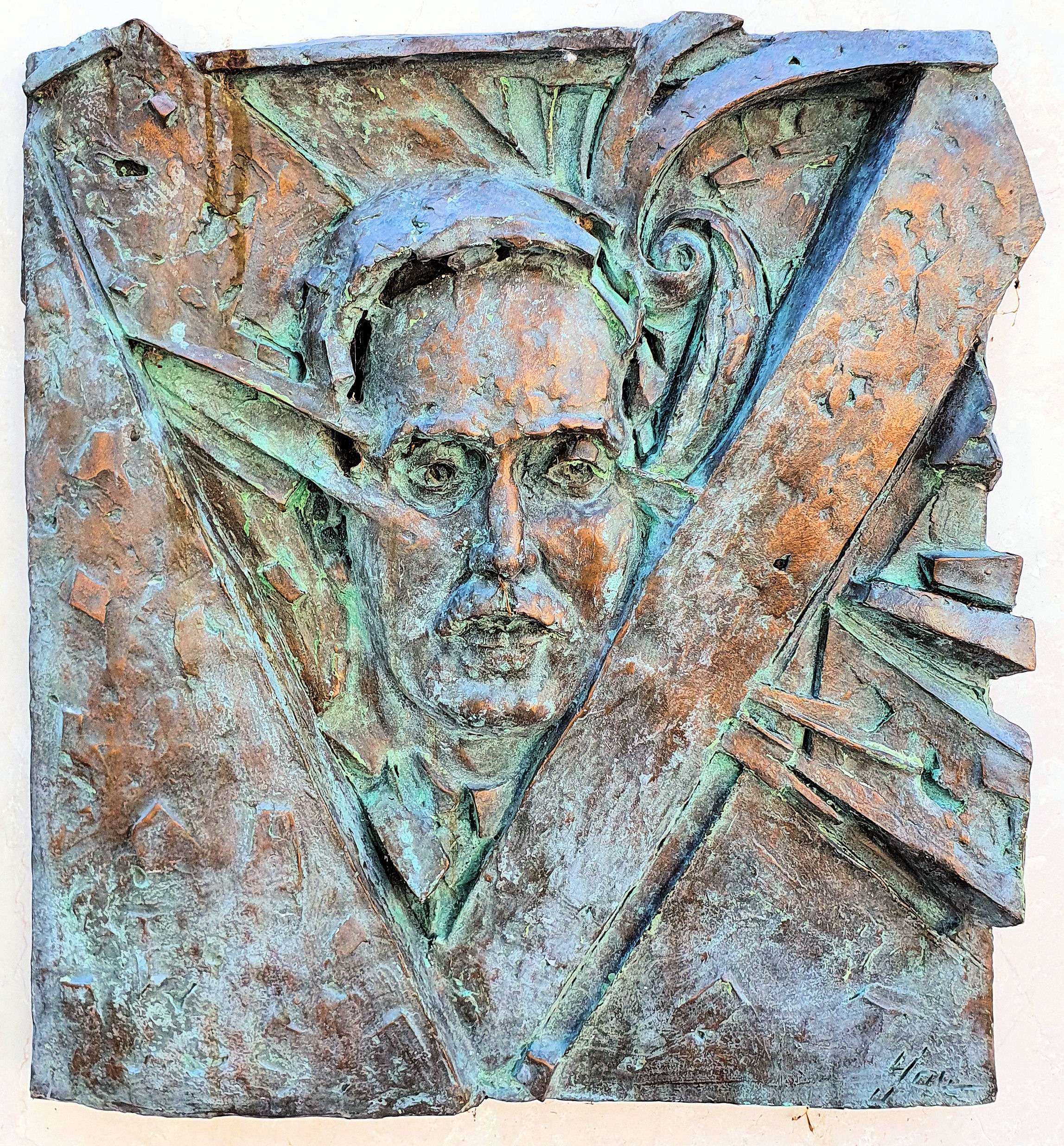
Monumento ad Anselmo Cessi, particolare.

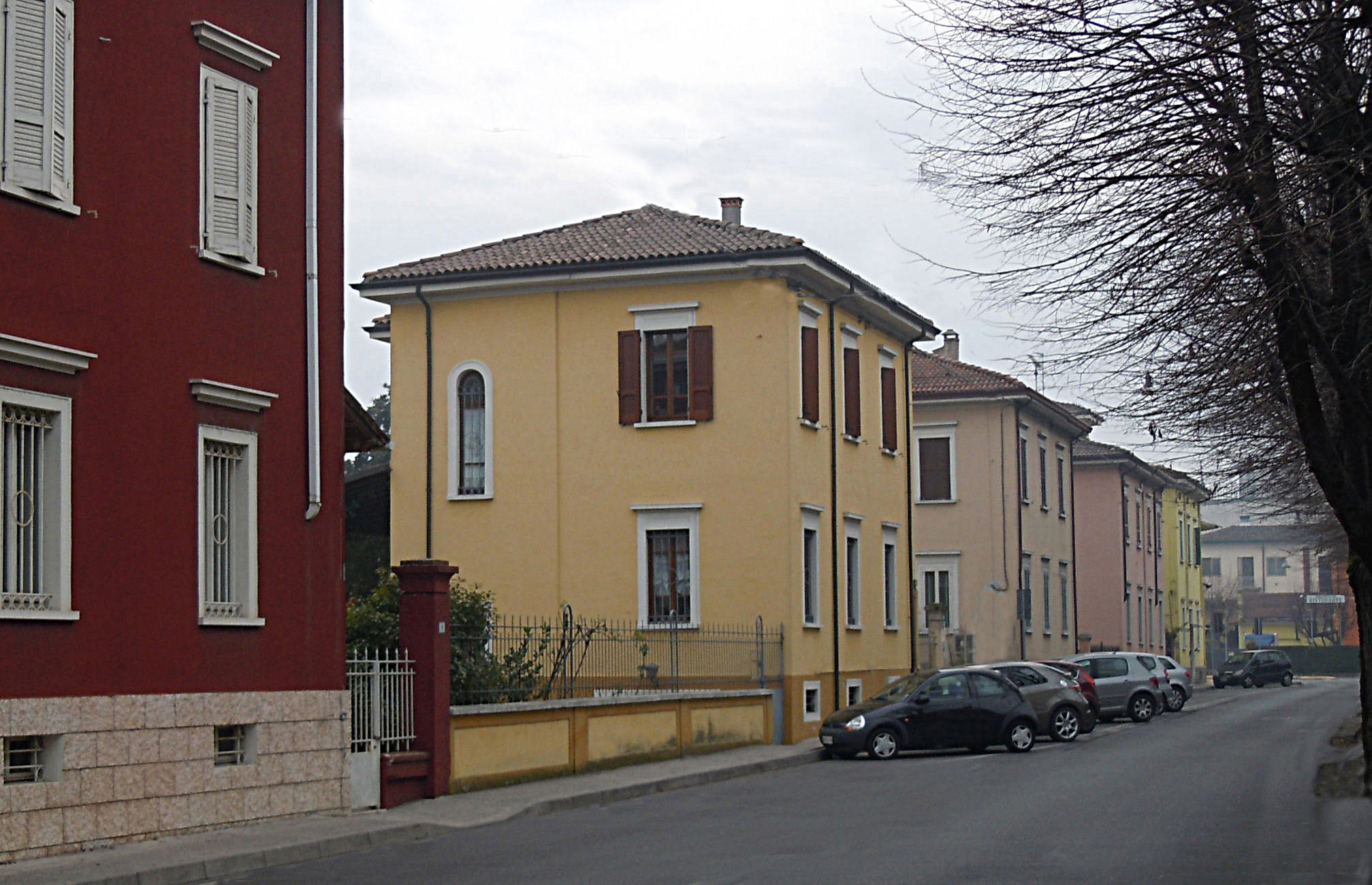
Castel Goffredo, ex via Circonvallazione (ora via Anselmo Cessi), luogo dell'omicidio del maestro.

Il monumento ad Anselmo Cessi, sito a Castel Goffredo in provincia di Mantova, consiste in una formella bronzea del maestro mantovano realizzata dallo scultore Andrea Jori di Mantova nel 2018.
La scultura, a poca distanza dal luogo dove venne assassinato, è inserita in una stele in marmo, sulla cui facciata anteriore è incisa una dedica che recita:

## Storia
Anselmo Cessi fu un maestro cattolico, da sempre predicatore della tolleranza e del rispetto. La sera del 19 settembre 1926, mentre tornava a casa con la moglie, due uomini lo assalirono; lo presero a bastonate e infine uno di questi gli sparò contro un colpo mortale. Fu assassinato a causa del suo impegno politico per la difesa della libertà e della verità. Gli autori dell'omicidio, pur riconosciuti dalla moglie, furono mandati assolti dalla Corte d'assise di Mantova nel 1928 e l'evento criminale fu destinato all'oblio.
La sua ferma testimonianza cristiana convinse Giovanni Paolo II ad annoverarlo, in occasione del Giubileo del 2000, fra i “martiri del nostro tempo”.